# 通州区体育场 (北京市)
39°54′30″N 116°39′18″E / 39.90841°N 116.65497°E
通州区体育场位于北京市通州区新华街道新华东街77号，1957年由义务劳动建成。
《2021年北京城市副中心重大工程行动计划项目表》中的新开项目列有通州区体育场升级改造项目，申报建设规模约7.1万平方米，建设内容包括体育馆、游泳馆、室内冬季运动场和全民健身中心等。